# S/PDIF

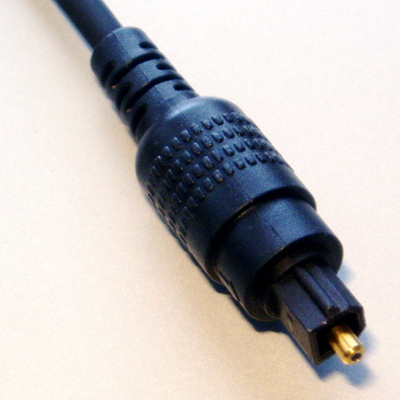
Złącze TOSLINK

S/PDIF (ang. SONY/Philips Digital Interface Format) – standard przesyłania sygnałów dźwiękowych rozwijany przy współpracy firm SONY i Philips. Pozwala na przesyłanie między dwoma urządzeniami dźwięku zapisanego cyfrowo bez potrzeby konwertowania go do postaci analogowej. Umożliwia to użycie zewnętrznych konwerterów cyfrowo-analogowych, których to jakość może być wyższa niż tych wbudowanych w urządzenie odtwarzające dźwięk. Stosowany jest również do przesyłania dźwięku do dekoderów, na przykład z konsol do gier do zestawów kina domowego.

## Zastosowanie
Standard ten dotąd najczęściej spotykany w urządzeniach DAT (ang. Digital Audio Tape), CD oraz cyfrowych procesorach dźwięku. Obecnie popularny również w wyższej jakości kartach dźwiękowych, satelitarnych tunerach cyfrowych, zestawach kina domowego, cyfrowych tunerach telewizyjnych DVB-T, a także w sprzęcie przenośnym MiniDisc oraz konsolach do gier (Playstation 2, Playstation 3, Playstation 4, Xbox, Xbox 360, Xbox One). Złącze S/PDIF może posłużyć do przesyłu dźwięku w trzech formatach: dwukanałowym PCM i wielokanałowych formatów surround takich jak Dolby Digital i DTS, z wyłączeniem Dolby TrueHD i DTS-HD Master Audio.

## Złącza
Typowym wyjściem/wejściem dla sygnału S/PDIF jest RCA (w technice AV złącze S/PDIF oznaczone jest kolorem pomarańczowym), które umożliwia połączenie tylko na krótkie odległości w warunkach domowych (do 15 metrów) za pomocą koncentrycznego (najlepiej, ale zwykły również może być - jednak nie jest odporny na zakłócenia) przewodu o impedancji 75 omów (przewód bardzo zbliżony budową do przewodów CATV). Popularne staje się optyczne złącze TOSLINK (w pełni zgodne ze złączem elektrycznym opracowane przez firmę TOSHIBA) S/PDIF, niepodatne na zakłócenia elektromagnetyczne i pozwalające na obniżenie kosztu przewodu łączącego (światłowód jest znacznie tańszy od przewodu koncentrycznego). 
W sprzęcie komputerowym, a także w urządzeniach przenośnych stosowane są złącza S/PDIF oparte na złączu minijack 3,5 mm.
Często spotykane w takim sprzęcie są złącza zapewniające pracę w trybie analogowym, prądowym S/PDIF oraz optycznym S/PDIF (za pomocą specjalnej przejściówki) - te tryby pracują zamiennie.

## Wersje niestandardowe i odmiany
Firma ALESIS wykorzystała złącze TOSLINK do stworzenia studyjnego formatu przesyłu dźwięku o nazwie ADAT. Pozwala on na przesłanie maksymalnie 8 kanałów o parametrach 48kHz/24bit (w podstawowym standardzie) a także 4 kanałów 96kHz/24bit lub 2 kanałów 192kHz/24bit (w standardzie ADAT SMUX)
Istnieje również profesjonalna wersja S/PDIF różniąca się nieco formatem (jednak nie na tyle, aby nie były zgodne) pod nazwą AES/EBU. Główną różnicą jest wykorzystanie połączeń symetrycznych (odpornych na zakłócenia) oraz przewodu o impedancji 110 Ω. Wykorzystywane głównie w technice studyjnej. W tej wersji jako złącza stosuje się wtyki i gniazda XLR jednak istnieje możliwość podłączenia do gniazd RCA kosztem symetryczności. 
Istnieje także rzadko spotykana wersja tego formatu wykorzystująca przewód koncentryczny o impedancji falowej 75 Ω i złącza BNC - ta wariacja nie jest połączeniem symetrycznym.